# Suglasnik
Suglasnik (također i zatvornik ili konsonant) u fonetici je naziv za glas koji nastaje zatvaranjem jednog dijela govornog trakta tako da zračna struja ne prolazi slobodno od pluća do usana. Primjeri su suglasnika glasovi [g], [r], [d], [t], [ʒ]...  
U fonološkom smislu pojmom suglasnik često se koristi za opisivanje neslogotvornih glasova ili polusamoglasnika, to jest glasova koji se fonetički smatraju samoglasnicima, ali se ponašaju kao suglasnici u nekom određenom jeziku. 